# Barlanghasonlat

Barlanghasonlat

A barlanghasonlat Platón egyik legismertebb hasonlata, melyben a lélek ideákhoz való felemelkedését szemlélteti. A filozófus ebben a hasonlatban a parmenidészi változatlan, állandó létezést próbálta meg kibékíteni a hérakleitoszi változással, úgy magyarázta meg a valóság és a látszat, vagyis az „egy, a világos és változatlan” és a „többféle homályos és állandóan változásban lévő” közötti különbséget, hogy elmeséli a barlang mítoszát.
A barlanghasonlatot Platón az Állam című dialógus hetedik könyvében írta le.

## A barlang mítosza
Képzeljünk el egy hatalmas barlangot, melynek a mélyén már kora gyermekkoruktól fogva leláncolt emberek élnek. Ezek az emberek még soha nem hagyhatták el a barlangot, ezért nem is sejtik, hogy a barlangon kívül más valóság is létezik. A barlangban egy nagy tűz ég, a tűz előtt pedig egy hatalmas fal helyezkedik el. Az őrök a fal mögül mindenféle mesterséges tárgyakat mutatnak fel „valahogy úgy, ahogyan a bábosok mutatják fel a bábokat a nézőknek”, melyeknek az árnyékát a tűz a barlang falára vetíti. A szerencsétlen leláncolt emberek csupán ezeket az árnyékokat láthatják. Az őrök élénken beszélnek egymással, azonban a barlangüreg eltorzítja a hangjukat. A barlang falán látott árnyékokat és az őrök eltorzított hangját a rabok valóságnak tartják.
Képzelj el egy föld alatti, barlangszerű szálláson – amelynek bejárata a fény felé tárul, és olyan tág, mint a barlang – embereket, …fejüket a béklyóktól nem tekerhetik körbe: a hátuk mögül, föntről, lobogó tűz világít; e tűz és a béklyózottak között fent út vezet, ennek hosszában alacsony fal épült, mint amilyen a közönség és a bűvészek között lévő kerítés, mikor az utóbbiak csodákat mutogatnak.
Egy nap az őrök az egyik leláncolt emberről leveszik a láncokat, és felvezetik a barlang szájához. Ez a barlangból való felemelkedés az anamnézis folyamatához hasonlatos. A felemelkedés szintjei megfelelnek a vonalhasonlat szintjeinek. Miután a felszabadított rab kilép a sötét barlangból, kezdetben nagyon kellemetlennek fogja tapasztalni a kinti világot: a Nap elvakítja, és nem fog látni semmit. Idővel azonban, miután a szeme hozzászokott a világossághoz, meg fogja pillantani a dolgokat a maguk valóságukban, ekkor rá fog jönni, hogy mindaz, amit eddigi életében valóságnak hitt, csupán a valódi dolgok árnyékai voltak.
Ha valamelyiküket föloldoznák és kényszerítenék, hogy álljon föl, tekergesse a nyakát, lépkedjen, pillantson a fénybe, mindezt kínlódva tenné, és a nagy sugárzástól képtelen volna észrevenni, aminek az árnyképét látta; … Szerinted nem volna zavarban, és nem azt hinné, hogy amit előbb látott, sokkal igazabb valóság, mint amit most mutatnak neki?
…
Először csak az árnyképeket látná, aztán emberek és más dolgok vízi tükörképét, később magukat a dolgokat; aztán már könnyebben szemlélhetné a csillagokat és az eget, persze csak éjjel, amikor a csillag és a Hold fényét pillantaná meg, mintha nappal nézné a Napot és annak fényét.
Miután a felszabadított rab megismerkedett a barlangon-kívüli világgal, az őrök újra láncra verik és visszaviszik a barlangba. A visszatért rab el fogja mesélni a társainak, hogy mit látott, hogy a falon látott dolgok csupán csak árnyékok. A társai ki fogják nevetni és őrültnek fogják tartani, a visszatért rabnak pedig soha többet nem lesz nyugta a barlang mélyén, hanem vissza fog vágyni a fenti világba.
És ha ismét amaz árnyak böngészésében kellene versengenie az ottani örökös rabokkal, és vakoskodnék csak, míg a szeme meg nem szokná a sötétet – és ez az idő, míg megszokná, nem is volna rövid –, hát nem kacagnák ki, nem mondanák-e róla: úgy kell neki, miért ment fel, íme szeme világát vesztve jött vissza, hát lám, nem éri meg a felmenetel! És ha valaki eztán megpróbálná béklyóikat megoldani, és felvezetni őket, azt, ha nyakon csíphetnék és megölhetnék – vajon nem ölnék-e meg?

## A hasonlat értelmezése
A hasonlatban a tűz a Napot jelképezi, a barlang a látható világot, a felmenetel a lélek felszállását az ideák világába. A hasonlattal Platón az anamnézis folyamatát kívánta bemutatni: a lélek visszaemlékszik az ideák világában látott tiszta ideákra, a világ dolgai – akárcsak a barlang falára vetített árnyékképek – csupán csak az ideák hasonmásai, árnyékképei. A felemelkedést elősegítő út a nevelés: a lelket el kell fordítani az ideák birodalma, a Jó felé. Akik már felemelkedtek az ideák birodalmában, vissza kell térniük a földre, hogy a többi embernek is megmutassák a helyes utat, azaz, hogy felvezessék őket a fényre. Platón szerint a filozófusok a legalkalmasabbak erre a feladatra.